# ヤマハ発動機
ヤマハ発動機株式会社（ヤマハはつどうき、英: Yamaha Motor Co., Ltd.）は、静岡県磐田市に本社を置く、オートバイを中心に製造する世界的な輸送用機器メーカー。オートバイの販売台数、売上高は世界第2位であり、船外機やウォータービークルの販売台数は世界首位、半導体製造装置のチップマウンターの市場シェアも世界第2位である。日経平均株価およびJPX日経インデックス400の構成銘柄の一つ。
楽器や半導体、音響機器を製造するヤマハ（静岡県浜松市）を源流とするが、現在は両社とも独立した別会社である。ヤマハ発動機サッカー部は、サッカーJリーグのジュビロ磐田の母体である。

## 概要
大正時代に大日本帝国陸軍からの要請で軍用航空機関連機器を製造していた日本楽器製造（現ヤマハ）が、戦後の技術と製造設備の平和利用を目的とした設備返還を受けて、オートバイの生産を開始したことが起源である。
オートバイの市場シェアはホンダに次ぐ世界第2位、ボートや船外機は世界首位である。他にも、世界初の電動アシスト自転車「PAS」をはじめとする電動自転車・バイクなどのEV、スノーモビル、バギー、サイド・バイ・サイド・ビークルなどのレジャービークル、産業用ロボット、表面実装機などの産業機器、農業用無人ヘリコプター、さらには除雪機、発電機、プール設備など様々な製品を製造している。全世界に製造・販売拠点を広げる多国籍企業でもあり、売上の94%は日本国外からもたらされる。ヤマハ発動機における2023年12月の売上高構成比は、連結ベースで北米が26.7%、欧州が13.2%、アジアが39.6%、日本が5.9%、その他が14.6%である。
2014年より、日本取引所グループと日本経済新聞が「財務や経営が優秀な上場企業の上位400社」として選定しインデックス化するJPX日経インデックス400の構成銘柄に採用される。2016年8月1日よりシャープに変わり日経平均株価の銘柄に採用される。クラリベイト・アナリティクス（旧トムソン・ロイター）による「トップ100 グローバル・イノベーター2016」に、分離独立元のヤマハのほか、ソニー、富士通、トヨタ自動車など34の日本企業と共に選出された。
2005年度の決算ではヤマハとの比較でヤマハ発動機の売上高が倍以上の数字となった。こうした時価総額の関係およびヤマハが持分法適用会社としていることから、間接的買収の対象となりやすい状況にあった。このため2007年5月にヤマハがヤマハ発動機の株式を売却することにより、ヤマハの持分法適用対象から外れた。一方、ヤマハ発動機がヤマハの株式を5%取得することになった。2021年8月、ヤマハ株式会社は保有するヤマハ発動機の株式5.43％を売却し、売却後の保有割合は4.47%となった。
2008年の中華人民共和国、四川大地震における支援活動の功績により、2010年（平成22年）に紺綬褒章を授与されている。

## ブランド

### ロゴマーク
ヤマハ発動機は日本楽器製造（現在のヤマハ）の二輪部門が独立して誕生した企業であり、ロゴタイプに共通点が存在する。1898年に制定された「音叉をくわえた鳳凰図」からつながる、音叉を組み合わせたロゴタイプである。3つの音叉がロゴの外円に重なっているが、これはバイクのホイールをイメージしたデザインである。
ヤマハ株式会社とヤマハ発動機株式会社のロゴタイプの差異について、両者は細部に下記の違いがある。
| 異なる点           | ヤマハ                                                | ヤマハ発動機                         |
| ------------------ | ----------------------------------------------------- | ------------------------------------ |
|                    |                                                       |                                      |
| 音叉マーク         | 音叉の先端が外円の内側に収まる                        | 音叉の先端が外円に重なる             |
| 「YAMAHA」ロゴ     | "M"の文字の中央部分が下（ベースライン）に付いていない | "M"の文字の中央部分が下に付いている  |
| 「YAMAHA」ロゴ     | 各アルファベットの文字の形が極く僅かだが左右非対称    | 各アルファベットの文字の形が左右対称 |
| コーポレートカラー | バイオレット（薄紫色■）                               | 赤色■                                |

### 世界展開
主要5事業のほか多数の事業を、約180の国と地域で展開する。海外売上比率は94%で、売上高1兆円以上の企業の中で村田製作所を抜きトップの比率である（業界平均は44.2%）。日本を含む東アジアのほか、南アジアと東南アジアのアジア地域、ヨーロッパ、南北アメリカ、オセアニア、アフリカに116社の海外子会社を持つ。
事業別では、オートバイ事業と船舶関連事業で高い世界シェアを誇る。自動車エンジン関連で従来よりエンジンの生産請負をしてきたトヨタ自動車の他にも、販路をフォードグループへ拡大。ハイパフォーマンスV型エンジン「SHO」（Super High Output）を開発し、トーラス等に採用している。また、パフォーマンスダンパーと呼ばれる車体性能向上装置や相互連携ショックアブソーバシステムなどを開発している。自社ブランドによる自動車事業への参入も何度か検討され、1992年発表のOX99-11では実際に発売寸前まで事業が進められたこともある。2013年11月には試作車「MOTIV」の公開とともに自動車事業への参入の意向が改めて示された が、2018年、普通乗用車事業参入の凍結が発表された。

### 製品の特長
「デザインのヤマハ」と呼ばれ、流麗なフォルムと細部の繊細な設計に対して高い評価を得ている。オートバイ・YA-1をはじめデザインを外注している製品も多く、全方位推進システムの搭載によりガンネルのないデザインを採用したヨット・EXULTや、独自の三輪機構を備えるオートバイ・トリシティなどに見られるように、先進技術を積極的に製品に落とし込んだデザインも特徴である。日本のグッドデザイン賞やドイツのレッド・ドット・デザイン賞をはじめ、国内外の多くのデザイン賞を受賞している。
また、主に二輪製品においては「ハンドリングのヤマハ」との異名を持つ。レースでのコーナリング性能の高さからその名が広まった。高速走行時のハンドリングのみならず、モビリティと人の共鳴を軸に開発している点が特徴である。先述したトリシティに代表されるように、高性能な先進技術とハンドリングの高次元での両立は他社にない独特の強みである。

## 歴史

### 創業

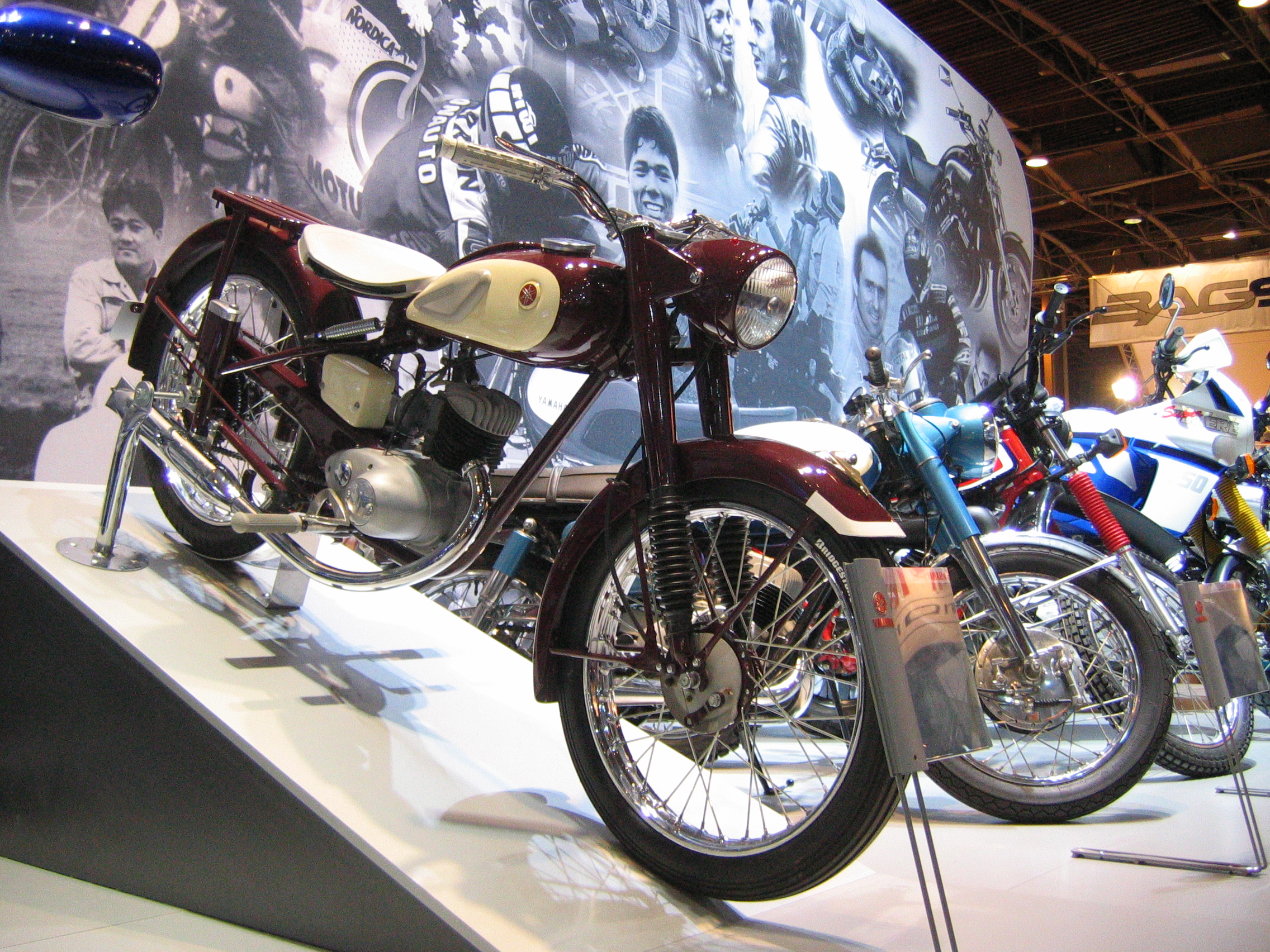
ヤマハ発動機のルーツであるYA-1

山葉寅楠が1897年（明治30年）に設立した日本楽器製造株式会社（現ヤマハ、本社:静岡県浜松市）を源流とし、帝国陸軍からの要請により、1921年（大正10年）から軍用航空機の木製・金属製プロペラ及び航空機用試作エンジンの製造を開始した。
第二次世界大戦後の1953年（昭和28年）11月、ピアノと軍用航空機の製作における剛性・弾性制御の鋳造・機械加工技術とノウハウ、そして製造設備の平和利用の検討を受け、社内で初めてのオートバイ「ヤマハ・YA-1」の製作を開始。翌1954年（昭和29年）に試作車第1号が完成し、さらに1年後の1955年（昭和30年）2月に製造・出荷が開始された。黒一色が主流だった当時のオートバイの中で、マルーンとアイボリーというモダンなツートンカラーを採用し、これが現代に繋がる「デザインのヤマハ」の原点となる。同7月1日に二輪車部門が独立する形でヤマハ発動機株式会社が設立された。
当時、国内には200近い数のオートバイ製造メーカーが存在し、ヤマハ発動機はオートバイメーカーとしては最後発であった。新興メーカーであるがゆえに販売網の拡大には苦労し、「レースで技術力をアピールして知名度を高める」という戦略で販路拡大を狙った。1号車発売からわずか5か月後の第3回富士登山レースに参戦し、1〜8位を独占。設立と同じ1955年から始まった全日本オートバイ耐久ロードレース（浅間高原火山レース）にはレースの3ヶ月前から合宿練習を行う必勝体制で臨み、125㏄クラスでホンダ、スズキを抑えて1位から3位までを独占した。この上位独占によって販路拡大戦略は成功し、耐久ロードレース以前は月産300台程度であった生産台数はレース後すぐに月産1000台を突破した。国産二輪車の技術力を高め世界躍進の足掛けとなるものであった。

### 事業多角化

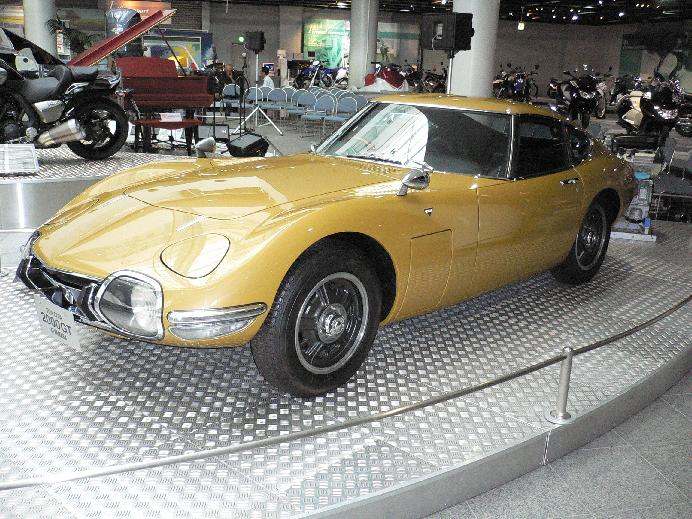
トヨタ自動車との共同開発で生まれた2000GT

初代社長の川上源一は欧米視察で水上レジャーが盛んに行われている光景を目の当たりにし、将来日本にもこうしたレジャーが来ると確信。帰国後、川上は水上レジャーの本質を知るために自らクルーザーを所有し、浜名湖でのセーリングを楽しんでいた。クルーザーには当時メジャーブランドであったアメリカ製の船外機が搭載されていたが、故障が多いものであった。国産品に載せ替えると、今度は故障こそ少ないものの性能面ではアメリカ製に遠く及ばない。そこで川上は「無いものなら造ろう」と船外機の製造を決断、マリン事業への進出を決めた。1960年（昭和35年）に初のマリンエンジン「P-7」を発売した。オートバイの小型エンジンをベースに様々な部品を共通化したこの製品は、レジャー向けだけでなく漁業にも重点を置いて作られた。これは当時の日本の社会状況を見越した判断であり、高度経済成長期初期の家電化が始まったばかりの日本にはレジャーボートの需要はなく、代わりに動力化の兆しが見えてきた漁船などの業務需要を当面の対象とするようにと川上が指示したためである。翌1961年（昭和36年）には、国産船外機初のダイキャストを採用した「P-3」を発売。
また、川上は学生時代の弓道をしていた経験から、海外視察の際に繊維強化プラスチック（FRP）製のアーチェリー用弓に注目。その弓の精度の高さに驚き、帰国後の1959年に国産初のFRP製アーチェリー弓を完成させた。川上が「日本アーチェリーの父」とも称される由来となる出来事であったが、このFRP素材の開発がプレジャーボートやプール事業進出のきっかけとなった。1960年には、日本の海洋レジャー興隆のきっかけとなったFRPボート「RUN-13」と「CAT-21」を発売した。
陸上輸送機器の分野では、1959年に設立した『ヤマハ技術研究所』で、安川力を主任とする研究室が四輪車の試作を行っており、世界初の全アルミ製エンジンを製作するなど意欲的にスポーツカー開発に挑戦していた。しかし四輪車の発売に至ることは出来ず、さらに当時発売していたスクーターのクレーム対応に追われるなど会社の経営難も重なり、1962年に技術研究所と安川研究室は解散させられた。川上はなんとか安川たちの熱意に応えるべく、銀行を仲介して日産自動車との提携による四輪開発に持ち込み、こうして日産主導の下に、安川研究室は再び初代日産・シルビアの原型ともいえるコンセプトカー「ダットサン クーペ1500」や、高性能スポーツカー「A550X」に携わった。しかしこの計画も日産側の事情により1964年（昭和39年）半ばに頓挫。そんな中、自社のスポーツモデルを持たず製造にも苦戦していたトヨタ自動車とニーズが一致し、共同開発でのスポーツカー製造が決定した。「トヨタ・2000GT」は1967年から1970年までの3年間で337台が生産され、その先進的装備と生産台数の少なさから「国産車初のスーパーカー」と呼ばれた。その後、製造技術や品質の高さから自動車エンジンの製造・組み立て事業を本格化した。

### 世界市場への進出

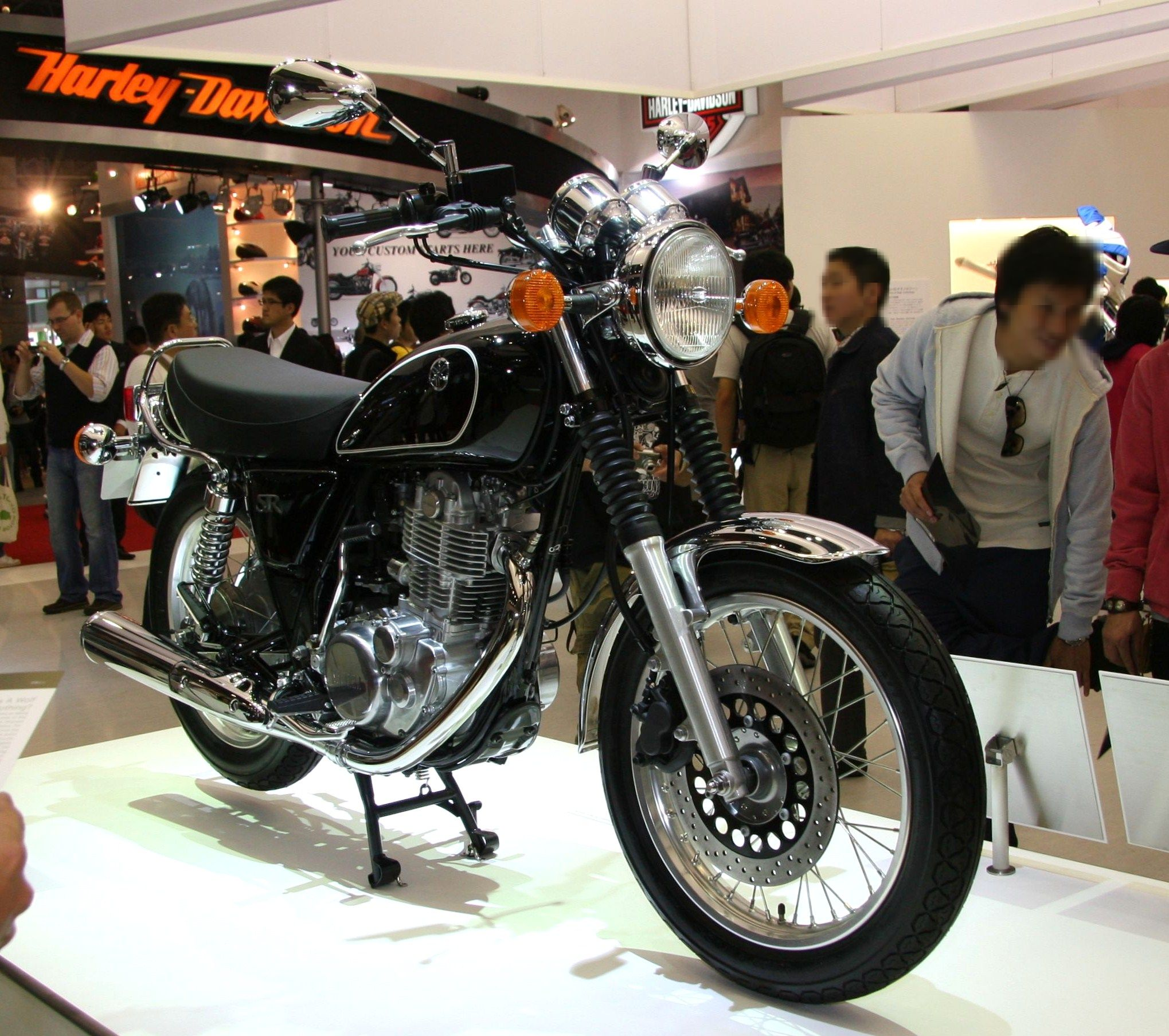
SR400（1978年）

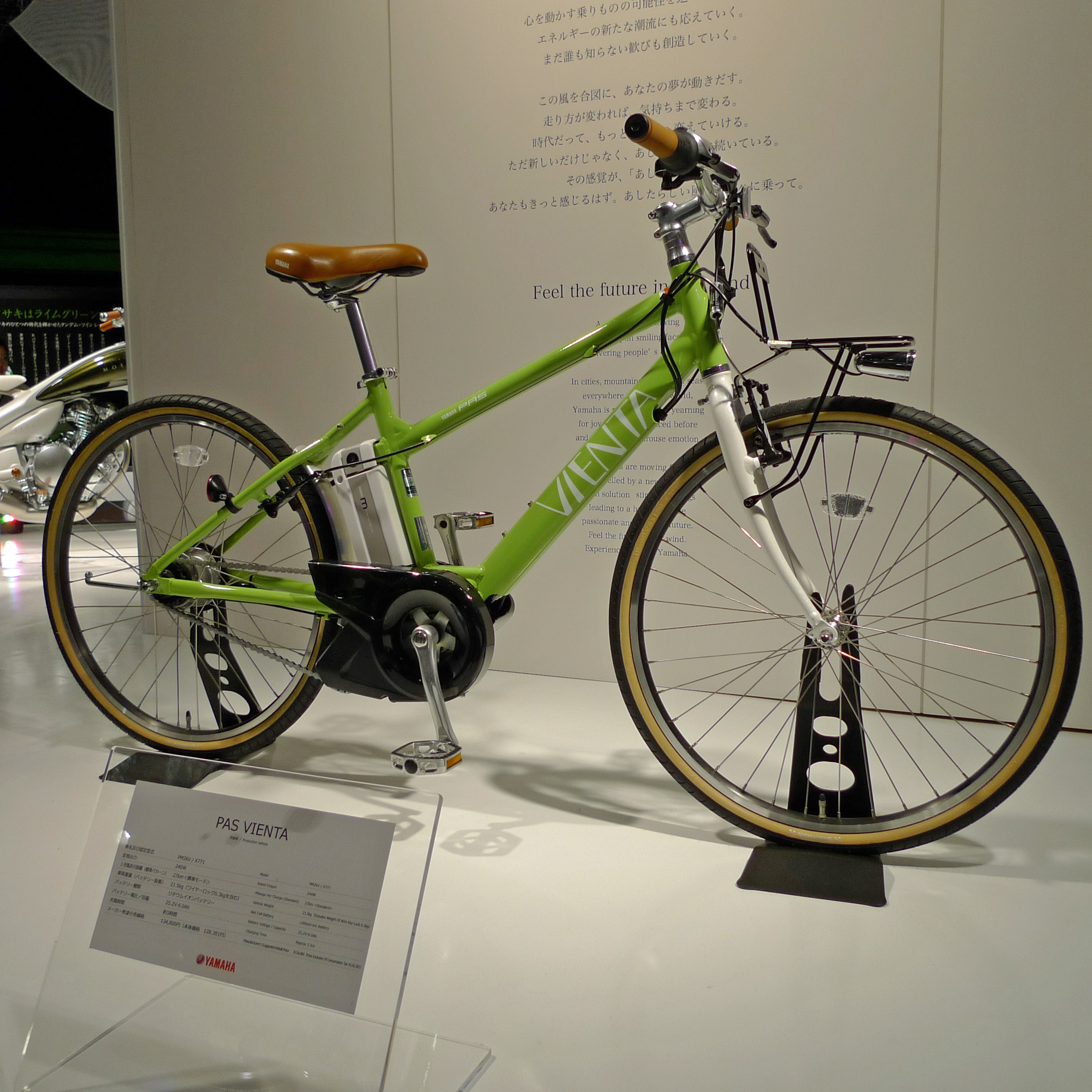
世界初の電動アシスト自転車「PAS」

1962年、鈴鹿サーキットで行われた第1回全日本ロードレース選手権に参戦。初の市販ロードレーサー車両である「TD1」を投入し、250ccクラスで1位と2位、350ccクラスで1位を獲得した。この活躍を皮切りに、多くの世界選手権へ参戦。1953年に、カタリナグランプリに国産メーカーとして初めて参戦。その後も2ストロークエンジンを駆使した車両で、1963年のマン島TTレースでは2位入賞、オランダグランプリでも125㏄と250㏄で2位入賞を果たし、ベルギーGPでは250ccクラスで国際大会での初優勝を飾った。その後、1964年と1965年の世界選手権で250ccクラスのメーカーチャンピオンに輝いた。同時に、販売の成功も印象的であり、1964年のタイと1968年のオランダを皮切りに最初の海外子会社を設立した。
1978年、SRシリーズのSR400とSR500を生産開始。4ストロークエンジンを採用したXT500で得たノウハウをオンロードに応用したスポーツモデルで、時代の流行に左右されない普遍性のあるシンプルなスタイリング、単気筒ならではのトルクと鼓動感が独自のファン層を獲得した。発売から40年にわたって愛された屈指のロングセラーモデルとなった。1980年には、初の3輪バギー「YT125」の生産を開始し、バギー（ATV）事業へ参入した。
1990年に長期経営ビジョンを策定。同時に企業理念「感動創造企業」を策定。1993年、世界初の電動アシスト自転車である「ヤマハ・PAS」のシリーズ販売を開始。当初は、モーターが大きい、バッテリーが鉛蓄電池という仕様であったため走行距離は公称約20kmという性能であったが、新しい乗り物として同業他社の本田技研工業や異業種である電機メーカーの三洋電機（現在のパナソニック）などの参入も促した。
2013年に新ブランドスローガン「Revs your Heart」を策定。

1998年から2025年まで使用されたヤマハ発動機のロゴ

2016年10月5日に二輪車最大手のホンダと国内の排気量50ccのスクーターの生産、開発で提携の検討を始めたと発表した。2018年をめどに子会社の台湾山葉機車工業で製造している「ジョグ」と「ビーノ」をホンダの熊本製作所でOEM生産に切り替えて製造していくこととしている。
2016年12月7日に汎用エンジンにおいて、富士重工業（現・SUBARU）の一部技術資産と米国販売子会社を譲受することを発表した。2017年9月末でSUBARUの事業が終息するため、譲渡完了は2017年10月1日付けとなる。
2017年4月、産業用ドローンのベンチャー企業との提携、および農機中堅のやまびこと農薬散布ドローンの開発・販売で提携すると発表した。
2017年11月7日にヤマハ発動機とヤマハは、産業用ロボットの遠隔管理システムパッケージを共同開発し、2018年度内の発売を目指すと発表した。これにより、ヤマハ発動機はFA（ファクトリーオートメーション）領域におけるIoTビジネスへ本格的に参入するという。2021年3月、ホンダ、ヤマハ発動機、KTM（オーストリア）、ピアッジオ（イタリア）の4社は電動二輪車のUNECE規格に沿った互換性のある交換式バッテリーの共同開発事業を立ち上げると発表した。
2024年には横浜市西区みなとみらいの横浜シンフォステージに技術開発も担う横浜オフィスを開設し、オフィス内には社外共創スペース「YAMAHA MOTOR Regenerative Lab（通称：リジェラボ）」を併設しているほか、同ビルの低層商業ゾーンにeBikeなどの展示を行うショールーム「YAMAHA E-Ride BASE」も設置している。
創業70周年を迎えた2025年にブランドロゴのデザインを変更し、デジタルでの活用を意識した2D（平面）の音叉マークを採用した。

## 沿革
- 1955年（昭和30年）
  - 1月1日 - 静岡県浜名郡北浜村大字中条（現・浜松市浜名区中条）に日本楽器製造（現・ヤマハ）浜名工場（現・浜北工場）開設、二輪車「YA-1」(125cc)の生産に着手
  - 7月1日 - 日本楽器製造株式会社より分離独立し、ヤマハ発動機株式会社設立、初代社長に川上源一が就任
- 1958年（昭和33年） - 初の海外法人「Yamaha De Mexico S.A.de C.V.」をメキシコに設立
- 1960年（昭和35年） - 船外機の第1号機「P-7」生産開始
- 1961年（昭和36年）9月1日 - 東京証券取引所第一部上場
- 1964年（昭和39年） - ロードレース世界選手権で初のメーカー＆ライダーチャンピオン獲得
- 1966年（昭和41年）2月 - トヨタ・2000GTへの技術供与
- 1972年（昭和47年）2月 - 静岡県磐田市新貝に本社を移転
- 1974年（昭和49年） - FRPプール事業に参入
- 1975年（昭和50年） - ゴルフカーの第1号機「YG292」を発売
- 1976年（昭和51年） - 産業用ロボットの第1号機「アーク溶接ロボット」を発売
- 1984年（昭和59年）- アメリカ・フォード・モーター自動車エンジン供給の仮契約を締結
- 1989年（平成元年） - F1世界選手権にエンジンサプライヤーとして参戦
- 1993年（平成5年） - 世界初の電動アシスト自転車「PAS」生産開始
- 2000年（平成12年）3月 - トヨタ自動車との提携強化。カンパニー制導入。
- 2012年（平成24年）- 創業者川上源一が日本自動車殿堂入り
- 2018年（平成30年）- 第9代社長に日髙祥博が就任
- 2023年（令和5年） - 国内初のレベル4自動運転移動サービスを開始。スノーモビル及びプール事業から撤退を発表[39][40]
- 2024年（令和6年） - フォーミュラE世界選手権にマニュファクチャラーとして参戦

### 歴代社長
| 代 | 名前       | 任期            |
| -- | ---------- | --------------- |
| 1  | 川上源一   | 1955年 - 1974年 |
| 2  | 小池久雄   | 1974年 - 1983年 |
| 3  | 江口秀人   | 1983年 - 1994年 |
| 4  | 長谷川武彦 | 1994年 - 2001年 |
| 5  | 長谷川至   | 2001年 - 2005年 |
| 6  | 梶川隆     | 2005年 - 2009年 |
| 7  | 戸上常司   | 2009年 - 2010年 |
| 8  | 柳弘之     | 2010年 - 2017年 |
| 9  | 日髙祥博   | 2017年 - 2024年 |
| 10 | 渡部克明   | 2024年 - 2025年 |
| 11 | 設楽元文   | 2025年 - 現職   |

## 主要な製品
主要製品のうち、汎用エンジン、発電機、レーシングカートについては、関連企業のヤマハモーターパワープロダクツに生産・販売が移管されている。

### ランドモビリティ
- オートバイ
- バギー（ATV）/ サイド・バイ・サイド・ビークル (SSV、ROV)
- 乗用ゴルフカート / ランドカー（LSM、PTV）
- レーシングカート（KART）
- スノーモビル -  日本は2022年モデル、欧州は2024年モデル、北米は2025年モデルまでで販売終了予定[39]。
- 電動乗用機類（カート・車椅子）
  - 電動アシスト自転車「PAS」（パス） - 車体の開発はブリヂストンサイクルと共同で行っている。
  - 電動車椅子
- 自動車用エンジン（ボルボ・XC90や1JZ-GTE、1G-GE、3S-GE、2ZZ-GE、1LR-GUE- トヨタ自動車との共同開発・組立請負）
- 電気自動車向け電動ユニット[43]

### マリン
- 船外機
- モーターボート
- 漁船
- 水上オートバイ（マリンジェット）・エンジン）
- マリンエンジン
- プール - FRP製のプールを販売をしている。20m以上のFRPプールでは、シェアの91％を占める[44]。 2024年3月末で事業から撤退[40]。

### ロボティクス
- チップマウンター（クリームはんだ印刷機・ディスペンサ）
- 半導体製造装置
- 産業用ロボット
- 産業用無人ヘリコプター（ヤンマーアグリにもOEMとして供給している）
- 農業用無人航空機

### 金融サービス
- 小売金融・卸売金融
- リース・保険

### その他
- 発電機
- 汎用エンジン
- 除雪機「ヤマハ・スノーメイト」 - 「青い除雪機」として知られる。近年ではごく一部の機種がコマツ・ヤンマーにもOEMとして供給している。
- 浄水器 - インドネシア駐在社員の相談をきっかけに開発[45]。
- ガスヒートポンプエアコン（GHP） - 2000年にて製造を止め、市場撤退。主に筆頭株主であるヤマハがピアノ等の楽器販売のルートの関係で学校関係への納入が多い。
- グリーンスローモビリティ
- 桟橋、ポンツーン
- 鋳造・鍛造製品
- ナノ膜コーティング
- パフォーマンスダンパー

## モータースポーツ

レーシングロゴ

創業以来数々のレースで実績を納めており、モータースポーツはヤマハ発動機のアイデンティティの一部である。

### 二輪

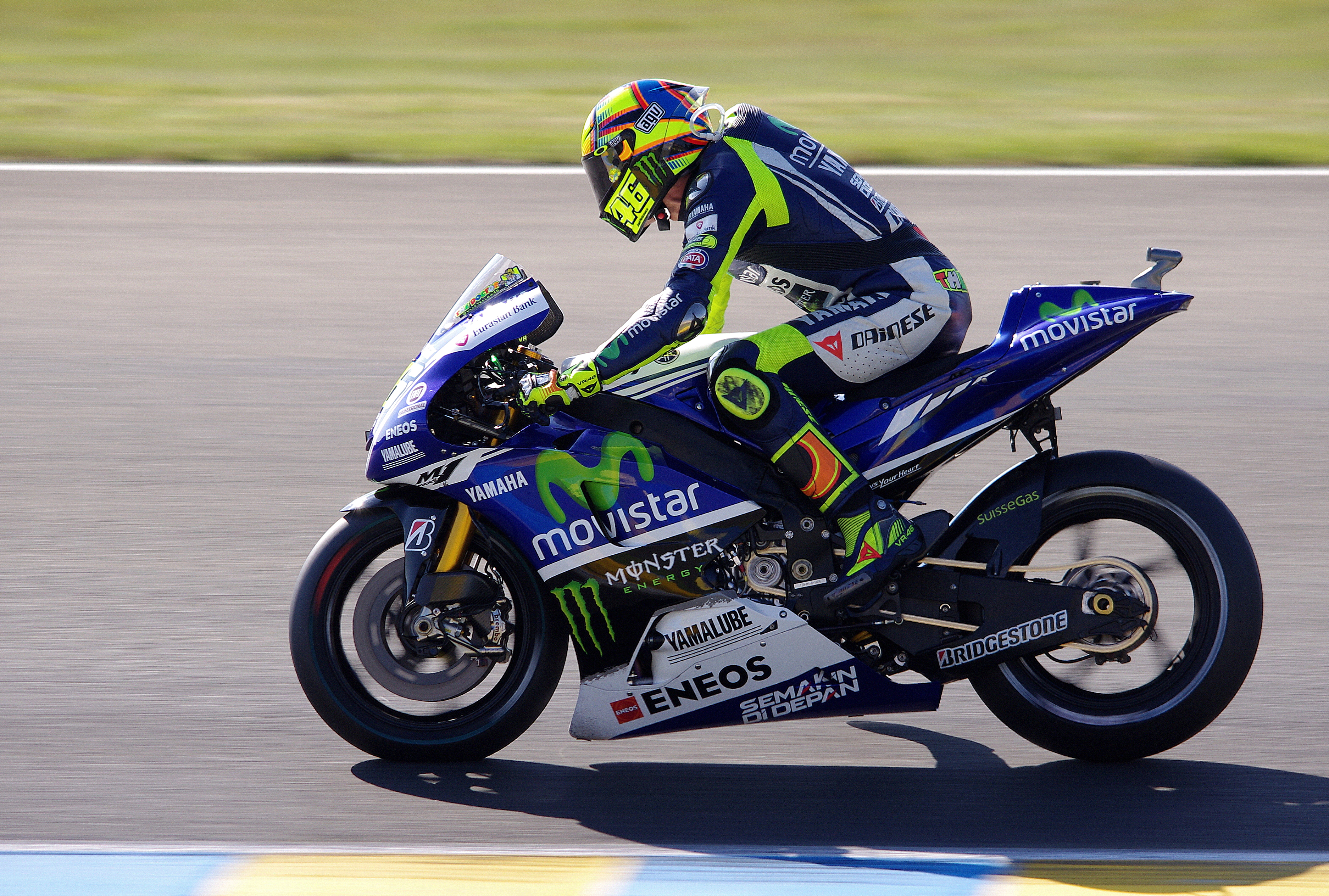
MotoGP絶対王者のバレンティーノ・ロッシ（2014年）

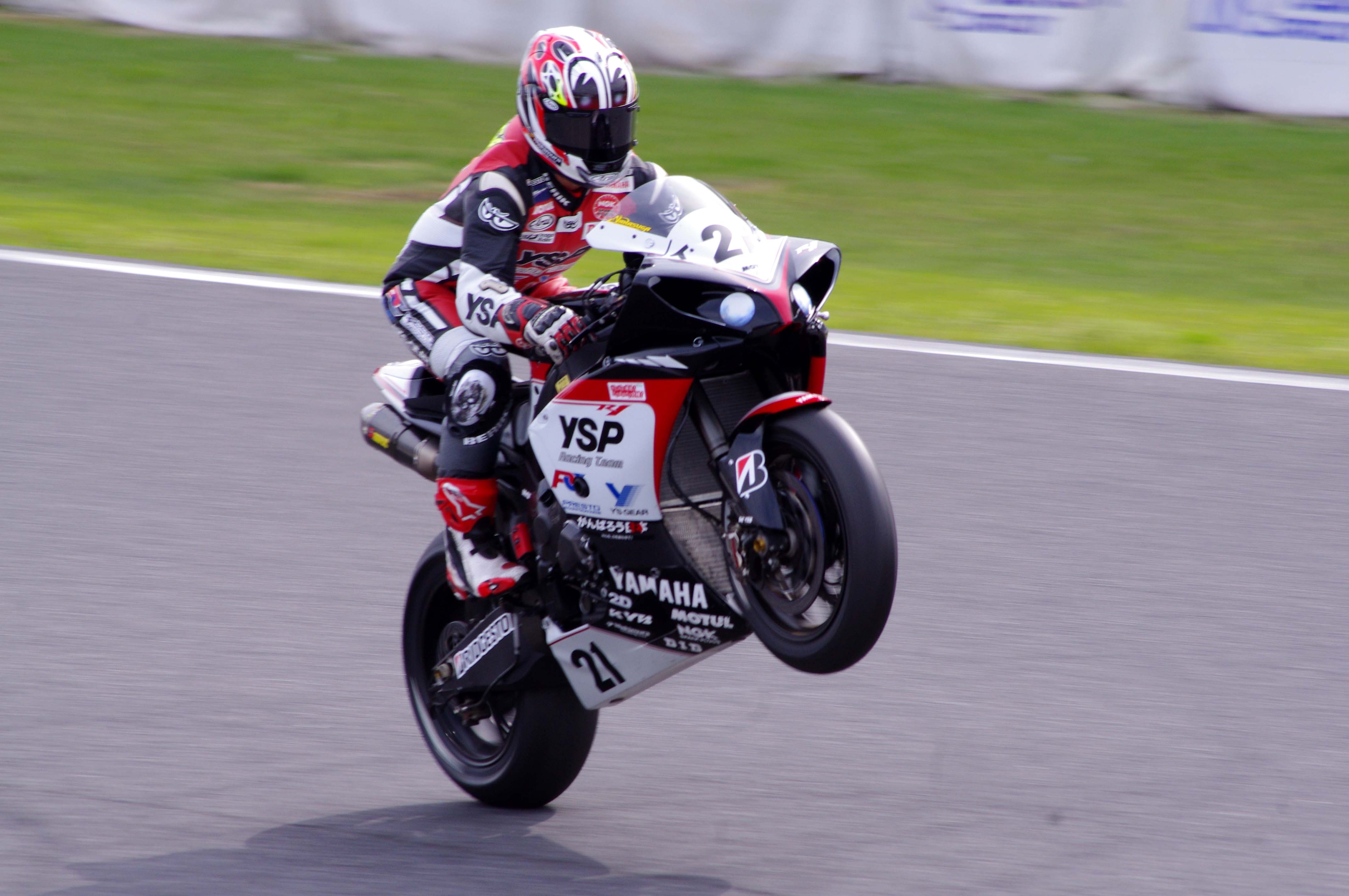
全日本ロードレース絶対王者の中須賀克行

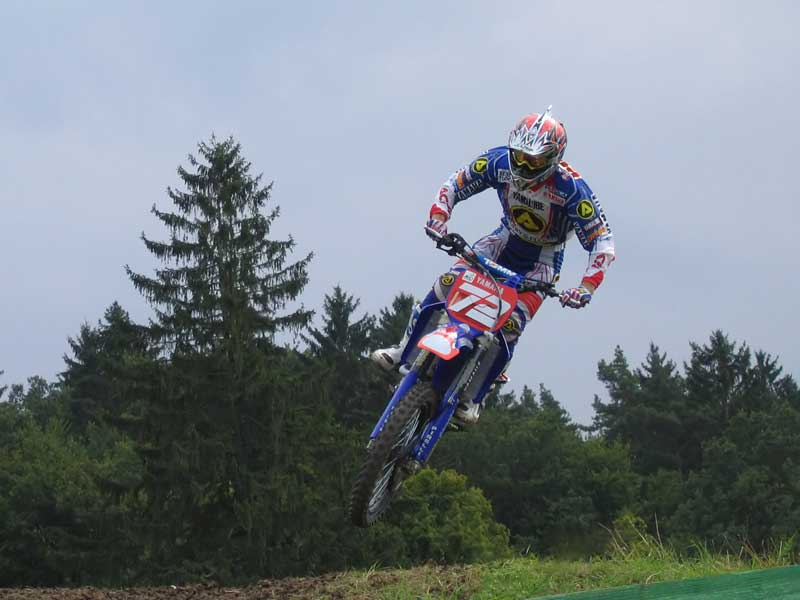
モトクロス世界選手権絶対王者のステファン・エバーツ

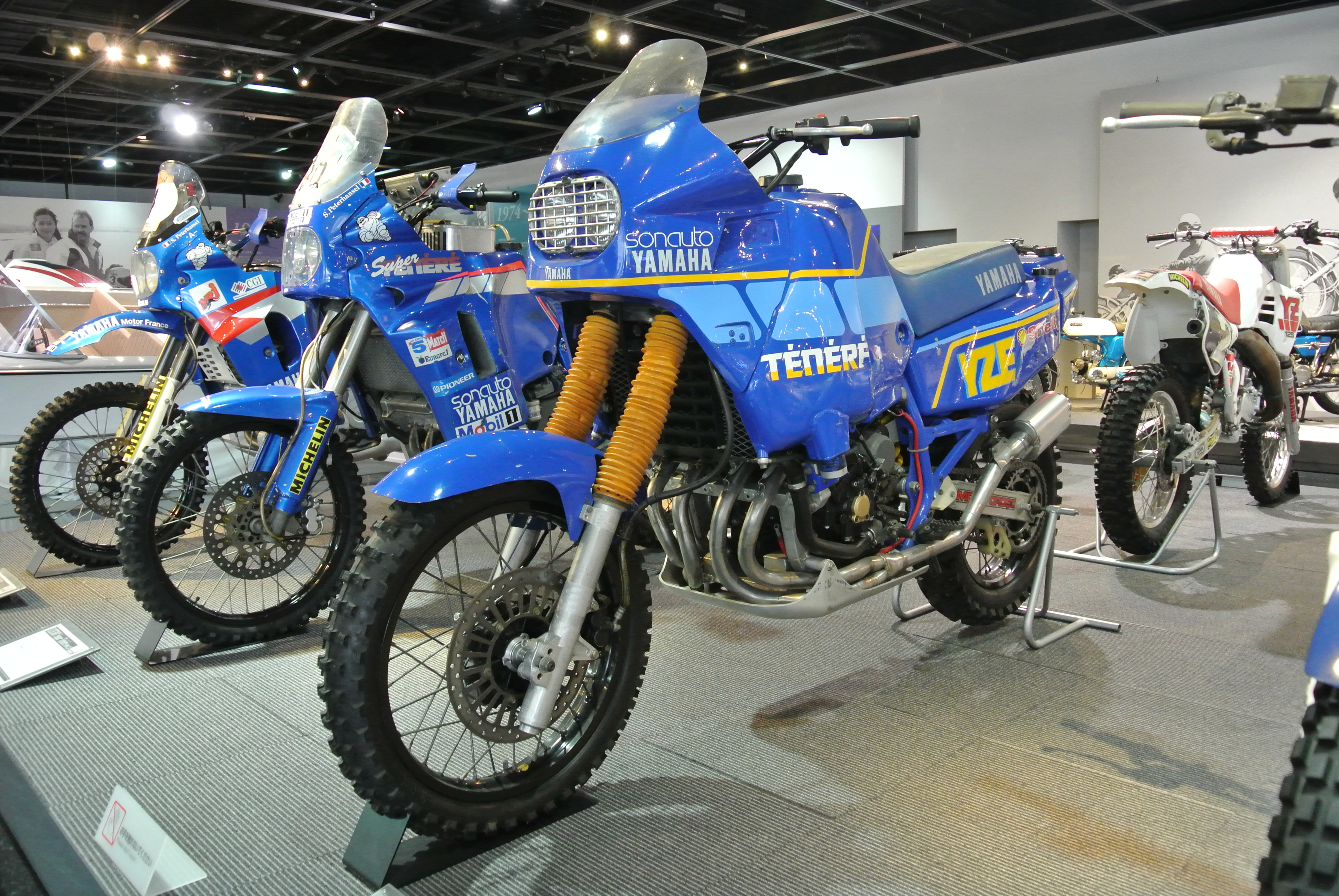
ダカール絶対王者のステファン・ペテランセルのXTZ850R（1995年）

1955年（昭和30年）に日本国内レースである富士登山レースや浅間火山レースに出場し、ホンダなどの先行有力メーカーを抑えて優勝を収めた。

#### ロードレース
ロードレース世界選手権には1961年から参戦を開始し、1964年に250ccクラスでチャンピオンを獲得。以降スズキと並ぶ2ストロークエンジンの雄として、中小排気量クラスを席巻した。1969～1972年にワークス参戦を一時休止した後、1973年から最高峰クラスへ参戦。1975年にジャコモ・アゴスチーニがライダースタイトル、翌1976年にはコンストラクターズタイトルを、いずれも日本メーカーとして初めて獲得する快挙を達成した。またさらに翌年の1977年には、日本人ライダー初のチャンピオン（350ccクラス、片山敬済）も輩出している。以降はホンダ、スズキ、ドゥカティと激しくタイトル争いを展開し、現在までワークス参戦を続けている。最高クラス（500cc→MotoGPクラス）ではこれまでにケニー・ロバーツ、エディ・ローソン、ウェイン・レイニー、バレンティーノ・ロッシ、ホルヘ・ロレンソ、ファビオ・クアルタラロがヤマハでチャンピオンとなっている。また日本人では原田哲也が250ccチャンピオンとなった。
市販車ベースのレースでも好戦績を残しており、北米では1970年代に盛んであったフォーミュラ750がTZ750のワンメイク状態になって、シリーズ自体を終焉させてしまったこともある。その後継となるAMAスーパーバイク/MotoAmericaでも、2010年～2020年の11年間に10度のチャンピオンを獲得している。国内でも全日本ロードレース選手権や鈴鹿8時間耐久ロードレースで幾度も優勝する等数ある実績を築いている。スーパーバイク世界選手権では2度のみだが、2009年にベン・スピーズ、2021年にトプラク・ラズガットリオグルがチャンピオンとなっている。

#### モトクロス
モトクロスでも、初期は2ストロークエンジンで活躍した。世界選手権ではスズキの後に参戦し、1977年に初めてタイトルを獲得。以降も現在までホンダやKTMと争いながら、30回近くライダースタイトルを獲得している。1990年代に北米AMAモトクロス/AMAスーパークロスで、日本メーカーとしてはいち早く4ストロークエンジンを投入したことでも知られ、こちらもホンダやカワサキと共に多数のタイトルを獲得している。2021年から国内でも2ストロークエンジンのモトクロッサーを復活させ、国内で10車種以上のオフロード競技用バイクを展開するなど、国内で最もオフロードに積極的なメーカーの一つとなっている。

#### ラリー
ダカール・ラリーでは記念すべき開催初年度に総合優勝マシンとなっているほか、2年目には43台ものヤマハ製バイクがエントリーするなど初期に人気を集めた。80年代はホンダとBMWのビッグバイク勢に対して劣勢となるが、1990年代はステファン・ペテランセルを擁して黄金時代を築いた。彼の四輪転向後と同時に撤退した。2015年にワークス復帰するが、2022年をもって、北米市場へ注力するため再び撤退した。しかしラリーは継続しており、フランスのMBSM社が運営するテネレ・ワールド・レイドチームを通じて市販車ベースのラリー用バイクの供給を行い、排気量450cc以上の車種も参戦できるアフリカ・エコレースや各地のバハイベントに参加している。

### 四輪

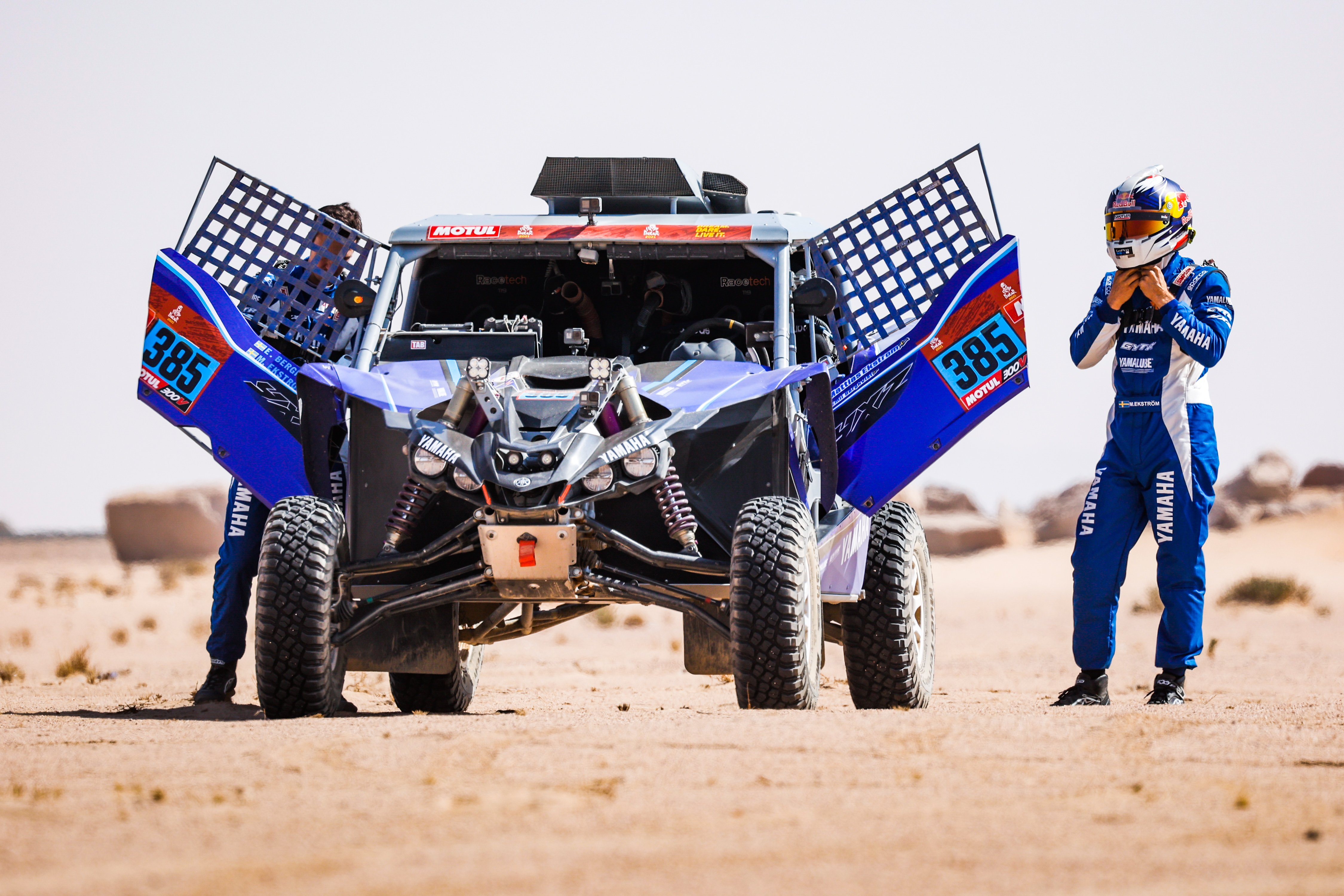
ダカールのYXZ1000R（2021年）

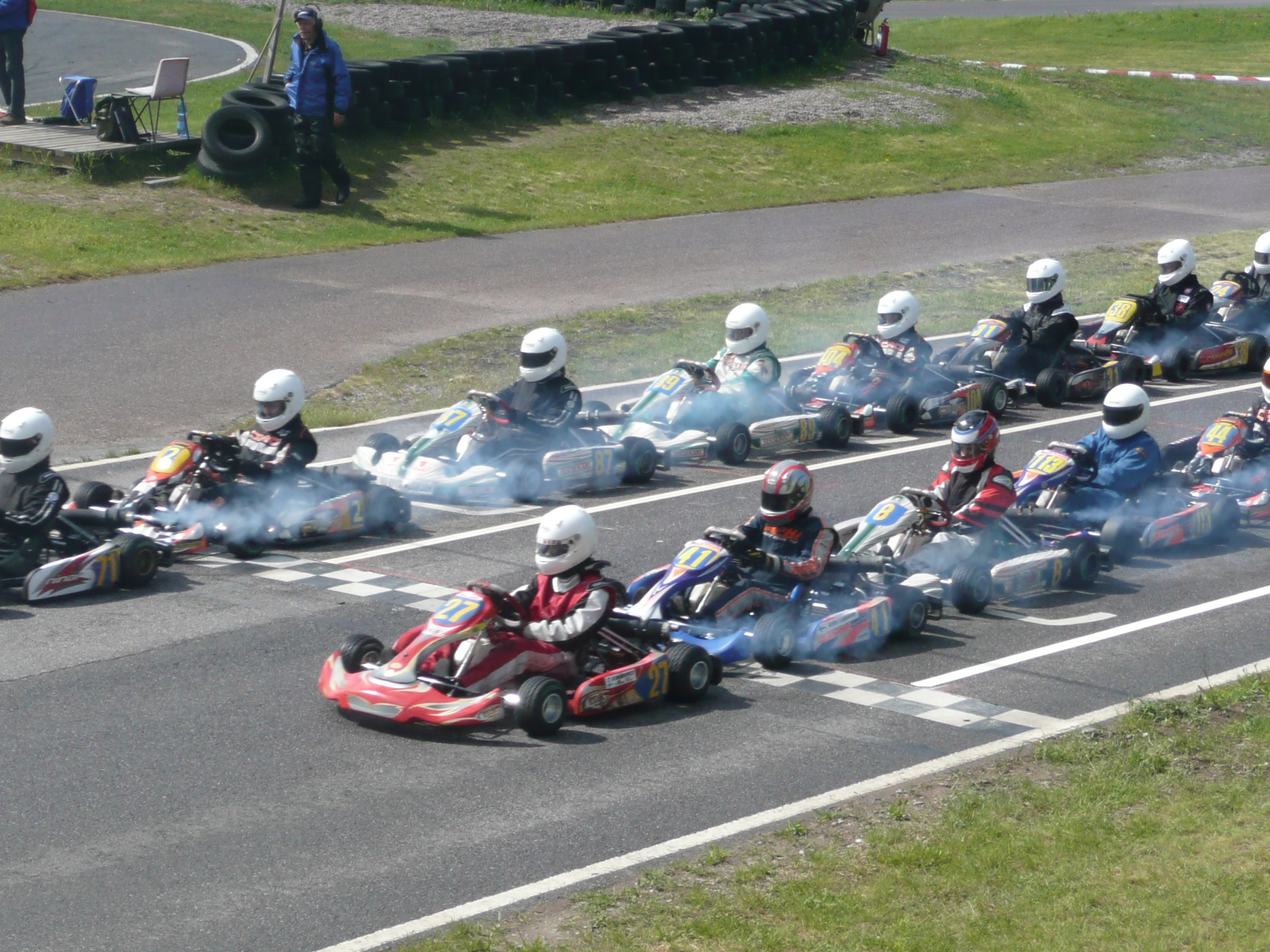
ヤマハカップ・フィンランド（2010年）

四輪モータースポーツにもエンジンコンストラクターや四輪バギーカーでの参戦経歴がある。

#### フォーミュラ
1985年（昭和60年）には全日本F2選手権にV6エンジンのOX66で参戦した。吸気バルブ3本、排気バルブ2本を備えた5バルブシステムを採用する。1987年に全日本F3000選手権にはコスワースDFVをチューニングして5バルブ化した、V8エンジンのOX77を投入した。鈴木亜久里らがドライブするマシンに搭載されて活躍したが、1988年から全日本F3000で5バルブが禁止されることもあり、その翌年の1989年（平成元年）からF1にもエンジン供給の形で参戦した（後述）。
フォーミュラE世界選手権では、2024年3月、イギリスのローラ・カーズと提携し電動パワートレインの開発・供給を行う方針を明らかにした。ローラ・ヤマハ・アプト・フォーミュラEチームとして、シーズン11より参戦する。

#### ラリー
スポーツATV（全地形対応車、四輪バイク）では北米ヤマハの製造するラプターが強力な存在感を示しており、2009年から発足したダカール・ラリーのATV部門では、ラプター700が2023年現在まで無傷の連覇を重ね、ワンメイク状態を築いている。
近年は四輪バギーのスポーツSxS（サイド・バイ・サイド・ビークル）の領域でもYXZ1000Rで頭角を現している。2021年からはBMW/Miniのワークスチームとして多数の総合優勝経験を持つX-raidとの提携により、YXZ1000Rを改造して軽量プロトタイプ部門にも進出を果たしている。先述の通り二輪部門では撤退したが、ヤマハは四輪のATVとプロトタイプSxSで参戦を続ける。

#### その他
レーシングカートについても、1974年（昭和49年）に「ヤマハSLカートクラブ」（現在のSLカートスポーツ機構）を設立して、マシン（フレーム）及びエンジンの供給・レース開催の両面で積極的に活動を行っている。また資本関係のあるトヨタと提携し、『TOYOTA YAMAHA RACING TEAM』としてドライバー育成を行っている。同プログラムはこれまでに片岡龍也、中嶋一貴、山内英輝らを輩出している。なおカート関連業務については、現在は関連会社のヤマハモーターパワープロダクツが担当している。ただし同事業からは2027年一杯で撤退する方針を表明している。
このほか直接の参戦ではないが耐久レースで活躍した2000GTやトヨタ・7はシャーシ・エンジンともにトヨタとの共同開発である。また世界中のF3レースを席巻した2T-G型、WRC/IMSA/パイクスピーク・ヒルクライムなどで多数のカテゴリでタイトルを獲得した3S-G型、RC F GT3やハイラックスEvoにも採用されダカール・ラリーで総合優勝を果たした2UR-GSE型などは、いずれも市販車の段階でヤマハ発動機が深く携わったエンジンである。

### F1

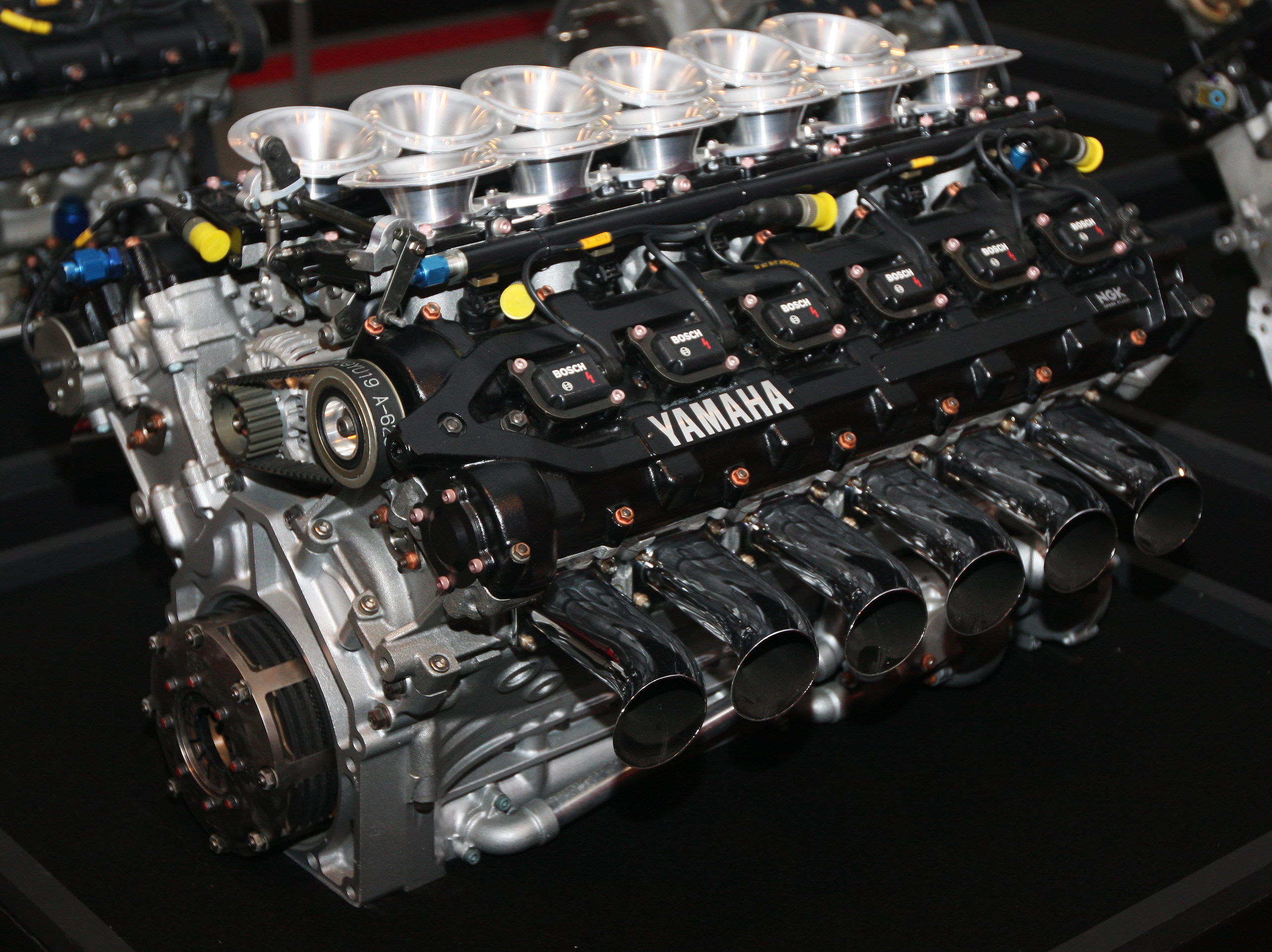
F1エンジンのOX99（1992年）

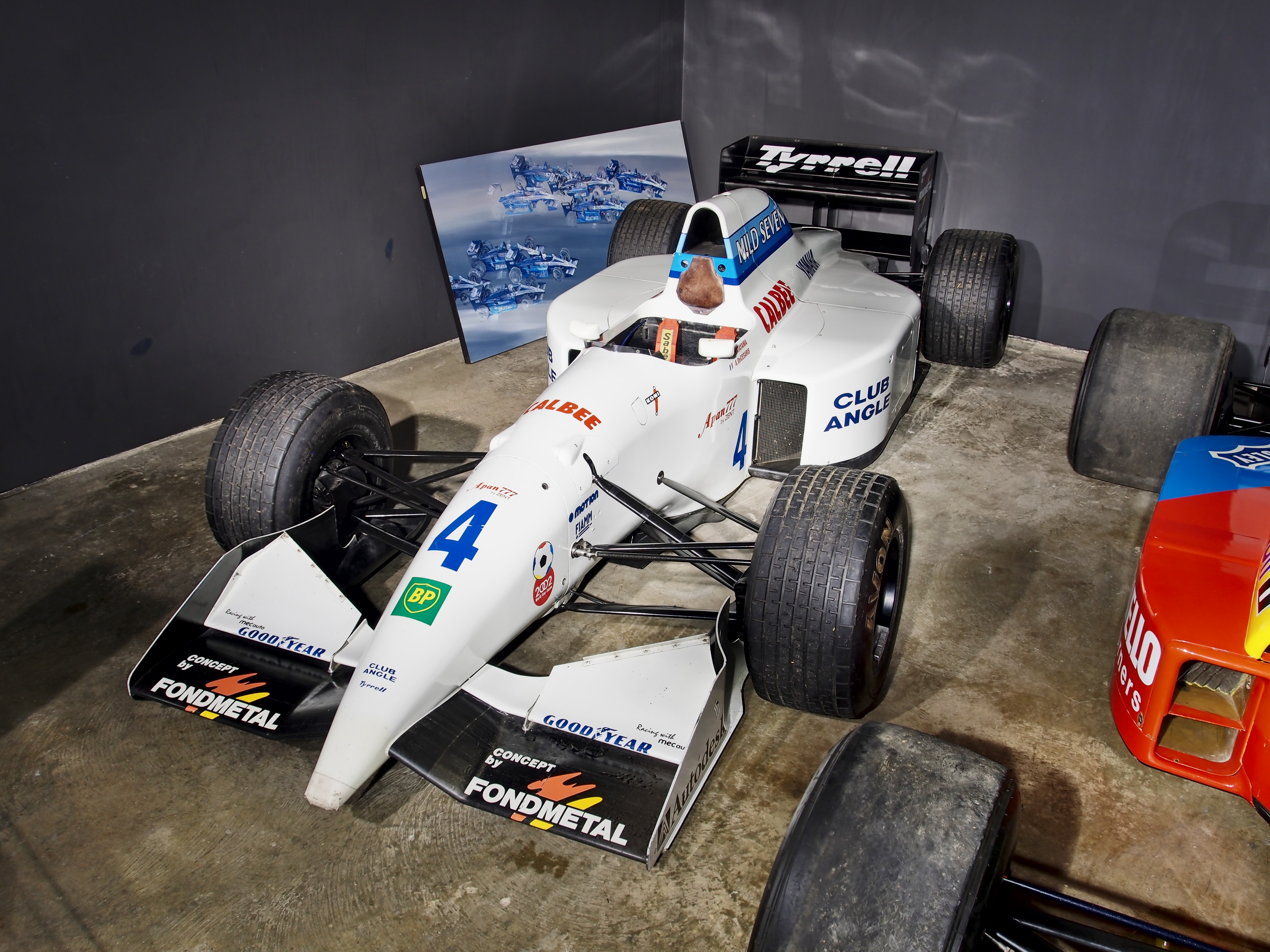
ティレル・ヤマハ（1993年）

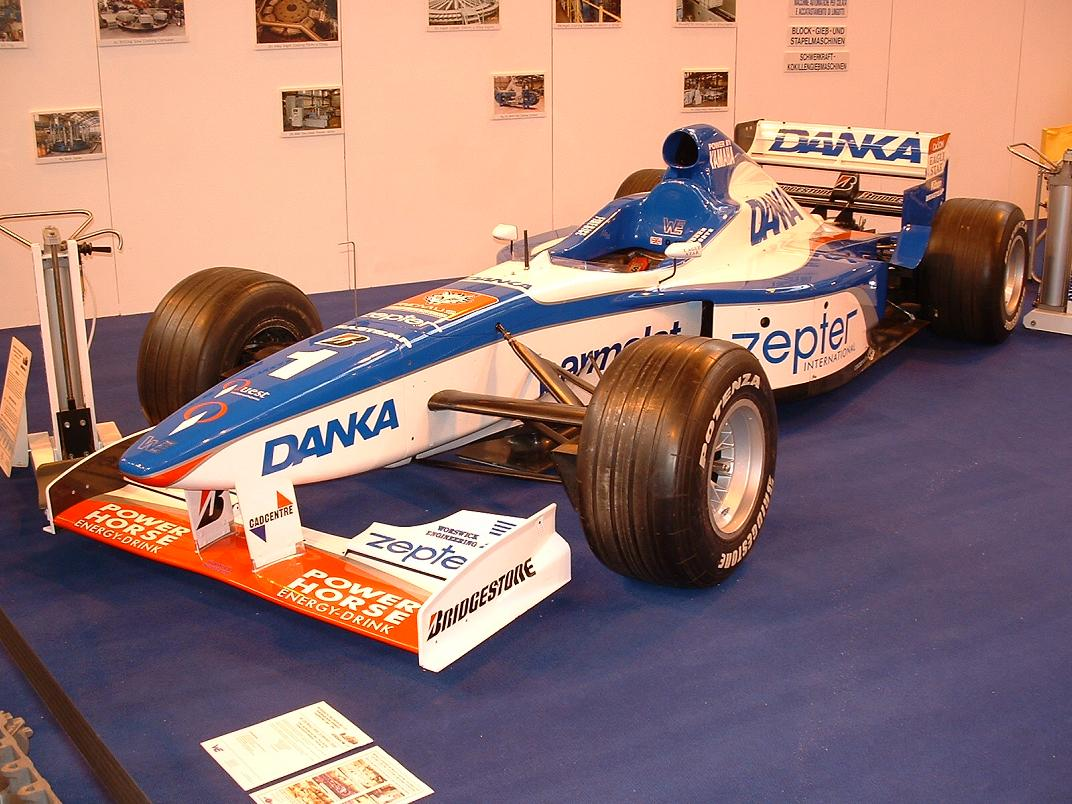
アロウズ・ヤマハ（1997年）

1989年（平成元年）にV8エンジンのOX88をザクスピードへ供給し、鈴木亜久里とともにF1に参入した。当初コスワースDFRのシリンダーブロックを使用した5バルブエンジンを開発・供給する予定であったが、コスワースとの折り合いがつかず急遽エンジンを自社製造することになった。そのためかエンジンの信頼性に欠け、予備予選通過もままならぬ有様で、一時撤退を余儀なくされる。
1990年（平成2年）は1年を丸々エンジン開発に充て、翌1991年（平成3年）にブラバムへ5バルブV12エンジンのOX99を供給し復活を果たす。その甲斐あって後半戦に2度の入賞を記録。
1992年（平成4年）はジョーダンへOX99を供給するが、クーリングに問題が出るなどシャーシとのマッチングが上手く行かずに最終戦でようやく1ポイントを獲得するのみと、前年と同様に成績はふるわなかった。シーズン途中からはエンジンビルダーのジャッドと提携を開始した。また同エンジンを搭載した市販予定スポーツカー、OX99-11を発表するものの、市販の実現には至らなかった。
1993年（平成5年）には開発済みだった新しいV12を諦め、ジャッドのV10エンジン（ジャッドGV）をチューニングしたOX10を開発。片山右京所属のティレルに供給した。エンジン回転数の増加に伴い、ニューマチックバルブを採用した。シーズン当初はそれほどの成績が出せなかったが、最終型のGスペックでは他のワークスエンジンにも見劣りしない程になっていた。
1994年（平成6年）OX10を継続開発し、OX10Bとして投入。右京が予選5位を2回記録した上に、ドイツGPではマシントラブルで停止するまで2位を走行し、チームメイトのマーク・ブランデルもスペインGPで3位表彰台を獲得、その他にも度々上位を走行するなどトップチームに肉薄する性能を発揮したが、シーズン後半にはエンジンのパフォーマンスアップを重視した為、エンジンの信頼性をやや落とす結果になった。最終スペックはKスペック。
1995年（平成7年）には、エンジンレギュレーションが3.5Lから3.0Lへ変更された事に合わせボア・ストロークともに見直したOX10Cをジャッドと共同開発。シーズン序盤こそ度々快走を見せるが、他のエンジンに比べて絶対的なパワーが不足していた事とシャーシ側のパフォーマンス不足も合わせ満足行く戦績は残せなかった。
1996年（平成8年）には、当時のF1エンジンとしては革新的なサイズと重量のOX11Aをジャッド社と共同開発するも、エンジンに捻れや揺れが発生し、エンジンのパワー不足と信頼性不足に悩み、思ったような成績が残せなかった。剛性不足が原因と判明したのはヤマハがF1活動を終了した後だった。
1997年（平成9年）にはアロウズにOX11Aを供給。ハンガリーGPではデイモン・ヒルの手によって、ラスト1周までトップを快走したが、2位に終わり惜しくも初優勝はならなかった。シーズン終了後の同年12月、アロウズ（当時代表であったトム・ウォーキンショウ）側は1998年に自身が買収したハートエンジンにヤマハのバッヂを付けて出場する事をヤマハ側に提案 するが、ヤマハ側としては受け入れられずに決別。他の供給先を探すも既に時間は無く、結局この年限りでヤマハとしてのF1活動は終了した。
| 年     | チーム              | シャシー                        | 搭載エンジン | 出走数 | 最高位 | 獲得ポイント |
| ------ | ------------------- | ------------------------------- | ------------ | ------ | ------ | ------------ |
| 1989年 | ザクスピード-ヤマハ | ザクスピード・891               | OX88         | 16     | ―      | 0            |
| 1991年 | ブラバム-ヤマハ     | ブラバム・BT59Y ブラバム・BT60Y | OX99         | 16     | 5位    | 3            |
| 1992年 | ジョーダン-ヤマハ   | ジョーダン・192                 | OX99         | 16     | 6位    | 1            |
| 1993年 | ティレル-ヤマハ     | ティレル・020C ティレル・021    | OX10A        | 16     | 10位   | 0            |
| 1994年 | ティレル-ヤマハ     | ティレル・022                   | OX10B        | 16     | 3位    | 13           |
| 1995年 | ティレル-ヤマハ     | ティレル・023                   | OX10C        | 17     | 5位    | 5            |
| 1996年 | ティレル-ヤマハ     | ティレル・024                   | OX11A        | 16     | 5位    | 5            |
| 1997年 | アロウズ-ヤマハ     | アロウズ・A18                   | OX11A        | 17     | 2位    | 9            |

### サーキット
1975年（昭和50年）、宮城県村田町にテストコースを建設した。これが現在の「スポーツランドSUGO」となっている。スーパーバイク世界選手権やモトクロス世界選手権の開催実績があり、また全日本格式の選手権レースが開催されている。1990年（平成2年）のF1休止中には、エンジンテスト の舞台となった。

## 関連スポーツ

### サッカー
ジュビロ磐田
前身はヤマハ発動機サッカー部。
Jリーグに所属している。

### ラグビー
静岡ブルーレヴズ
前身はヤマハ発動機ラグビー部。
2021年まではヤマハ発動機ジュビロとして活動していた。
ジャパンラグビーリーグワンに所属している。

## 事件等

### 軍事転用可能な無人ヘリコプターの不正輸出事件
2005年（平成17年）12月に軍事転用可能な無人ヘリコプター「RMAX Type II G」の改良型「L181」を、中華人民共和国の航空写真撮影会社である「北京必威易創基科技有限公司 (BVE) 」に不正輸出しようとしたとして、外為法違反容疑でヤマハ発動機は2006年（平成18年）1月に刑事告発を受けた。2007年（平成19年）2月、静岡県警察・福岡県警察合同捜査本部は同容疑及び外国貿易法違反の容疑で同社スカイ事業部の社員3名を逮捕した。
また、BVE社はヤマハ発動機側に「人民解放軍が2、3年後までに同型の無人ヘリ約100機の購入を希望している」と伝えていたことが明らかとなっている。この購入の希望は、2004年（平成16年）6月に北京であった両社の商談中に打診された物で、出席したヤマハ発動機社員がメモとして残していた。BVE側は、輸入した無人ヘリを軍関係の他の会社を経由して人民解放軍に流す仕組みをヤマハ発動機側に明かしていた。
なお、警察の捜査の結果、BVE側とのメールのやりとりが削除されていることが明らかとなっている。違法性を認識していたヤマハ発動機側が証拠隠滅を図った可能性もあるとみて、容疑者を追及していたが、2007年（平成19年）3月17日付 読売新聞によれば、輸出が業務の一環だったことも考慮され、元執行役員ら3人については起訴猶予となった。また、違法行為が業務上のものであり、かつ、逮捕された社員に対する監督責任も認めていたため、法人としての同社は略式起訴され、罰金100万円を納付した。

## テレビ番組
- プロジェクトX〜挑戦者たち〜 海の革命エンジン 嵐の出漁（2004年2月3日、NHK総合）[55]
- プロジェクトX〜挑戦者たち〜 革命の自転車 つなげ、感動のバトン〜世界初 電動アシスト自転車〜（2024年10月19日、NHK総合）[56]

## グループ会社・関連会社
- 連結子会社137社（国内21社、海外116社）
- 持分法適用子会社4社
- 持分法適用関連会社21社[57]

（2024年9月末現在）

### 国内グループ会社
- ヤマハ発動機販売株式会社（東京都港区）
- ヤマハ発動機ビズパートナー株式会社（静岡県磐田市）
- ヤマハモーター精密部品製造株式会社（静岡県周智郡森町）
- 浜北工業株式会社（静岡県浜松市浜名区）
- ヤマハマリン北海道製造株式会社（北海道二海郡八雲町）
- ヤマハ天草製造株式会社（熊本県上天草市）
- ヤマハ熊本プロダクツ株式会社（熊本県八代市）
- ヤマハマリーナ株式会社（静岡県湖西市）
- ヤマハモーターエンジニアリング株式会社（静岡県磐田市）
- ヤマハモーターソリューション株式会社（静岡県磐田市）
- ヤマハモーターパワープロダクツ株式会社（静岡県掛川市）
- ヤマハモーターエレクトロニクス株式会社（静岡県周智郡森町）
- ヤマハスカイテック株式会社（静岡県磐田市）
- 株式会社ヤマハトラベルサービス（静岡県浜松市中央区）
- ヤマハモーターMIRAI株式会社 （障害者の雇用の促進等に関する法律第44条の規定に基づく特例子会社）
- 株式会社ワイズギア（静岡県袋井市久能）
- ヤマハロボティクスホールディングス株式会社（東京都港区）
- 西日本スカイテック株式会社（福岡県福岡市博多区）
- 株式会社菅生（宮城県柴田郡村田町）
- 株式会社ジュビロ（ジュビロ磐田。ヤマハ発動機のサッカー部がルーツ。）
- 静岡ブルーレヴズ（ヤマハ発動機のラグビー部。ジャパンラグビーリーグワンのチーム）

### 関連会社
- ヤマハ株式会社（浜松市中央区）
- 横浜ベイサイドマリーナ株式会社（横浜市金沢区）
- 公益財団法人ヤマハ発動機スポーツ振興財団
- あまがさき健康の森株式会社（神戸市兵庫区）
- 泉佐野ウォーターフロント株式会社（泉佐野市）
- 小名浜マリーナ株式会社（いわき市）
- サクラ工業株式会社（浜松市中央区）
- 株式会社サンワード（湖西市）
- 株式会社銚子マリーナ（銚子市）
- 株式会社ティー・シー（磐田市）
- 東洋ベスク株式会社（浜松市浜名区）
- 株式会社葉山マリーナー（三浦郡葉山町）
- 株式会社マリーナ秋田（秋田市）
- 株式会社マリンウェーブ小樽（小樽市）
- 三笠運輸株式会社（掛川市）

### 現在提携を結んでいる企業
- トヨタ自動車
- ローラ・カーズ
- ケータハムカーズ
- グラブ